# Jon Ossoff

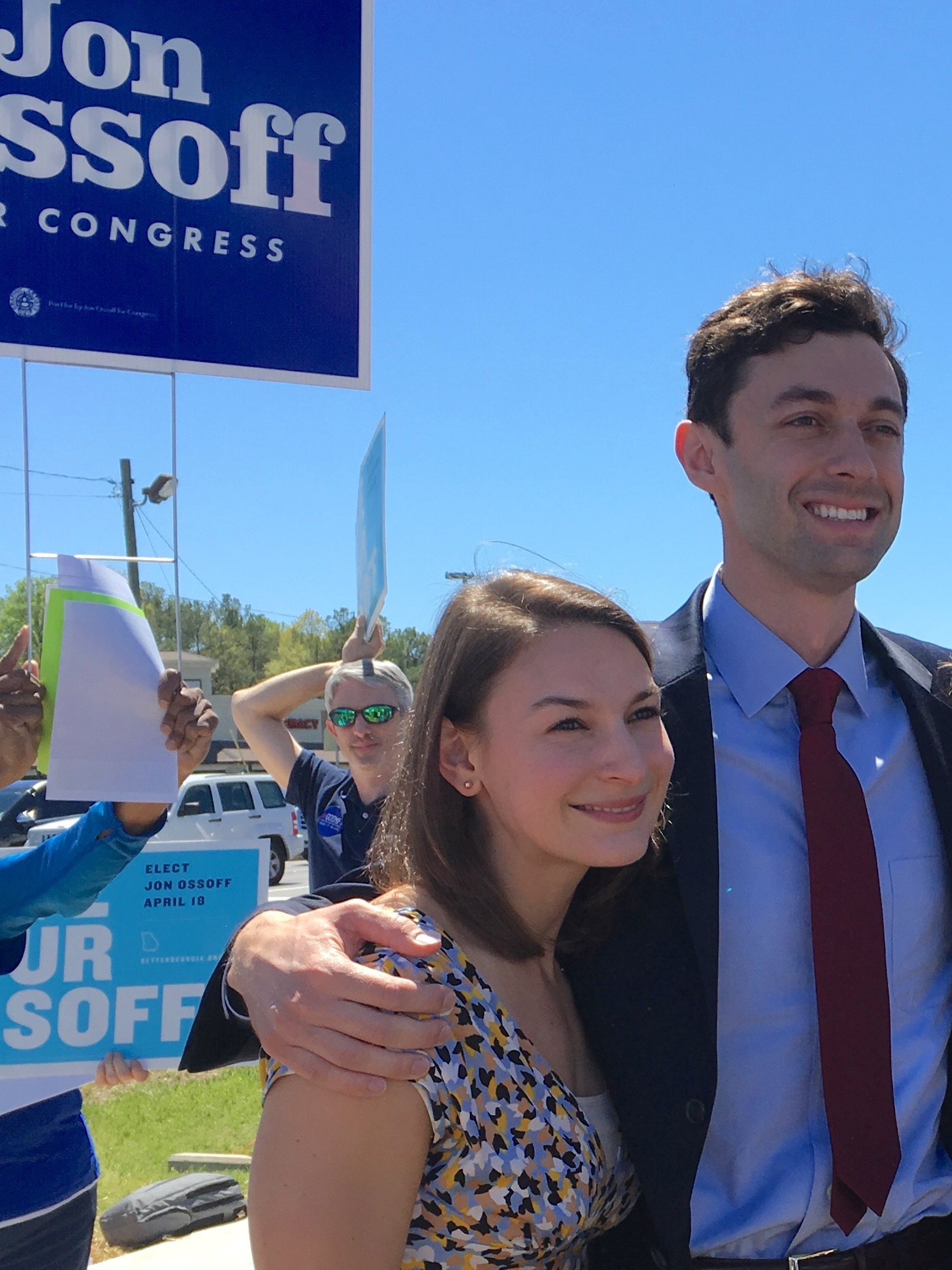
Ossoff met zijn vrouw, dr. Alisha Kramer, tijdens een campagnebijeenkomst in april 2017

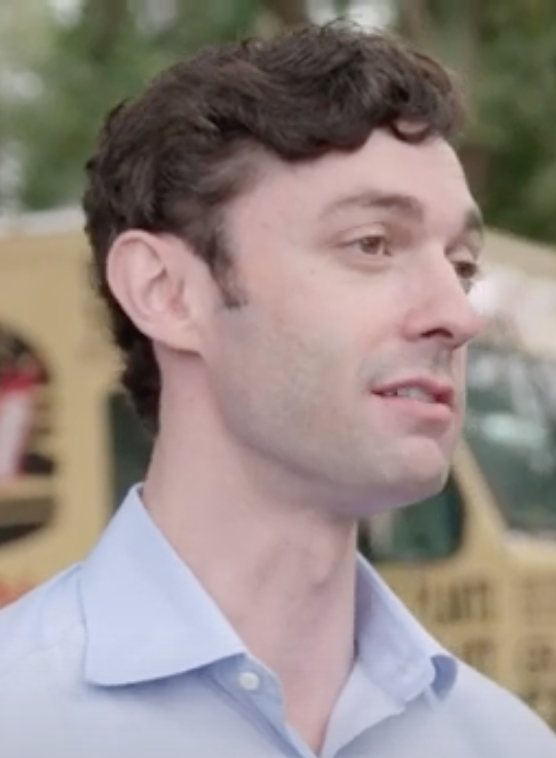
Ossoff tijdens een interview in oktober 2020

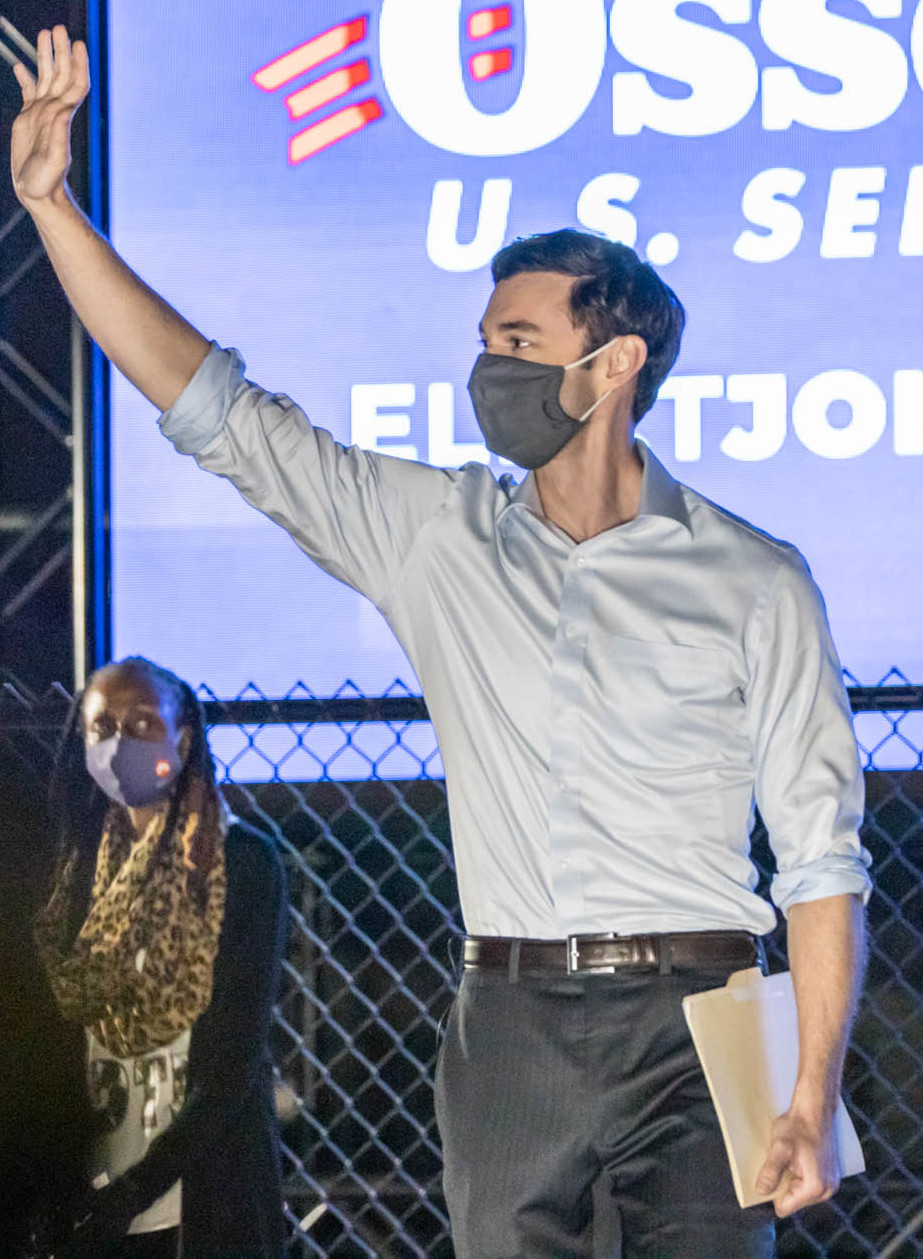
Ossoff tijdens een campagnebijeenkomst in november 2020

Thomas Jonathan Ossoff (Atlanta, 16 februari 1987) is een Amerikaans politicus van de Democratische Partij. Sinds 20 januari 2021 is hij senator voor Georgia. Eerder was Ossoff onderzoeksjournalist en documentairemaker.
Op 5 januari 2021 won hij de tweede ronde van de Senaatsverkiezingen in Georgia van de voormalige Republikeinse senator David Perdue. De eerste ronde van de Senaatsverkiezingen vond plaats op 3 november 2020. Ossoff nam het op tegen Perdue en de Libertarische kandidaat Shane Hazel. Omdat geen van de kandidaten meer dan de helft van de stemmen kreeg, vond er op 5 januari 2021 een tweede verkiezingsronde plaats tussen koplopers Perdue en Ossoff.
Op dezelfde dag won de Democratische kandidaat Raphael Warnock de tweede verkiezingsronde voor de andere Senaatszetel van Georgia van de zittende Republikeinse senator Kelly Loeffler. Hiermee kwam de zetelverdeling in de Senaat uit op 50-50, wat de Democraten met de doorslaggevende stem van de Democratische vicepresident een meerderheid opleverde.
In 2017 was Ossoff de Democratische kandidaat voor de speciale verkiezingen voor het 6e congresdistrict van Georgia. Hij won de eerste ronde, maar verloor de tweede ronde van de Republikein Karen Handel.

## Jeugd en opleiding
Ossoff werd in 1987 geboren in Atlanta en ging aldaar naar The Paideia School. Tijdens zijn middelbareschooltijd liep hij stage bij senator John Robert Lewis. Zijn vader is van Russisch-Joods en Litouws-Joodse afkomst, zijn moeder is een Australische. In 2009 behaalde Ossoff een Bachelor of Science aan de Edmund A. Walsh School of Foreign Service, waar ook Bill Clinton, José Manuel Barroso en James Logan Jones studeerden. Hij kreeg er onder meer les van oud-minister van Buitenlandse Zaken Madeleine Albright. In 2013 behaalde Ossoff een Master of Science aan de London School of Economics.

## Journalistieke carrière
Sinds 2013 is Ossoff bestuursvoorzitter van het Londense onderzoeksjournalistieke productiehuis Insight TWI. Voor de BBC produceerde het bedrijf documentaires over oorlogsmisdaden door Islamitische Staat en doodseskaders in Oost-Afrika.

## Politieke carrière

### Stafmedewerker Congres
Gedurende vijf jaar werkte Ossoff als stafmedewerker van Hank Johnson, sinds 2007 namens de Democraten lid van het Huis van Afgevaardigden. Ossoff hield zich in die rol vooral bezig met nationale veiligheid en had vijf maanden een veiligheidsmachtiging. In 2012 zegde hij de baan op om een masteropleiding aan de London School of Economics te starten.

### Speciale verkiezingen 2017
Nadat Afgevaardigde Tom Price van het 6e congresdistrict van Georgia werd benoemd tot minister van Volksgezondheid en Sociale Zaken, kondigde Ossoff op 5 januari 2017 zijn kandidatuur voor de speciale Congresverkiezingen aan. Al snel kreeg hij de steun van prominente politici als Bernie Sanders, Stacey Abrams, John Robert Lewis en Hank Johnson. In april 2017 had Ossoff al meer dan acht miljoen dollar aan campagnegeld opgehaald.
Op het moment dat Ossoff zijn kandidatuur bekendmaakte, had het 6e congresdistrict in de Cook Partisan Voting Index de code R+14, wat betekent dat het 14% 'Republikeinser' is dan het land als geheel. Het district werd sinds 1974 in het Huis van Afgevaardigden vertegenwoordigd door een Republikein, en ook Price werd twee maanden eerder met 62% van de stemmen herkozen.
Tijdens de eerste verkiezingsronde op 18 april 2017 kreeg geen van kandidaten meer dan de helft van de stemmen. Daarom vond er op 20 juni 2017 een tweede verkiezingsronde plaats tussen koplopers Jon Ossoff (48,1%) en Karen Handel (19,8%), een Republikein. Ossoff kreeg vrijwel alle democratische stemmen, terwijl het totaal van 51,2% aan Republikeinse stemmen sterk verspreid was over verschillende kandidaten.
Ossoff zamelde meer geld in voor zijn campagne dan welke kandidaat dan ook in de geschiedenis van de verkiezingen voor het Huis van Afgevaardigden. In totaal kwam hij uit op 23 miljoen dollar. Twee derde hiervan was te danken aan kleine giften vanuit het hele land. Zijn Republikeinse opponent Handel leverde hier kritiek op, terwijl haar campagne voor een groot deel via Super PACs werd gefinancierd door anonieme donoren. Samen gaven Ossoff en Handel meer dan 55 miljoen dollar uit, wat het de duurste verkiezing voor het Huis van Afgevaardigden in de geschiedenis maakte. De Republikeinse campagne probeerde Ossoff in verband te brengen met het onder Republikeinen impopulaire Congreslid Nancy Pelosi. Ossoff gaf geen uitsluitsel over de vraag of hij haar bij een mogelijke gooi naar het voorzitterschap zou steunen.
Op 20 juni 2017 won Handel de verkiezingen met 51,78% tegenover 48,22% voor Ossoff. Volgens een commentaar The New York Times zorgde Ossoff voor de hoogste opkomst onder Democraten in een niet-regulier verkiezingsjaar van de afgelopen tien jaar. Ook verdubbelde hij bijna de opkomst onder jongeren ten opzichte van 2014 en zorgde hij voor een opvallend hoge opkomst onder minderheden. Sinds 1992 kwam geen enkele Democraat dichter bij de winst in het district, en slechts twee keer eerder kreeg een Democratische uitdager er meer dan 40% van de stemmen.
Op 23 februari 2018 maakte Ossoff bekend dat hij niet zou deelnemen aan de reguliere verkiezingen in 2018. Tijdens die verkiezingen won de Democraat Lucy McBath van de zittende Republikein Karen Handel.

### Senaatsverkiezingen 2020
In aanloop naar de Senaatsverkiezingen van 2020 nam Ossoff deel aan de Democratische voorverkiezingen, die hij won met 50,5% van de stemmen. Op 3 november 2020 nam hij het op tegen de zittende Republikeinse senator David Perdue en de Libertarische kandidaat Shane Hazel. Omdat geen van de kandidaten meer dan de helft van de stemmen kreeg, vond er op 5 januari 2021 een tweede verkiezingsronde plaats tussen koplopers Perdue en Ossoff. Ossoff won deze ronde en werd op 20 januari 2021 ingezworen als senator.
In juli 2020 lanceerde het campagneteam van Perdue een controversiële Facebookadvertentie, waarin de neus van Ossoff digitaal was vergroot. Ossoff noemde dit 'een van de meest klassieke antisemitische tropen.' Het campagneteam zei dat Perdue niet van de afbeelding op de hoogte was en trok de advertentie terug.

## Politieke opvattingen
In 2017 schreef The New Yorker dat Ossoff progressieve opvattingen heeft over gezondheidszorg en vrouwenemancipatie, en gematigde opvattingen over banen en veiligheid. Volgens Matthew Yglesias van Vox voerde hij een campagne in de stijl van Barack Obama, en plaatste hij zichzelf in het midden tussen de progressief-activistische en meer conservatief-gematigde takken van de Democratische Partij. Volgens The New York Times nam de campagne van Ossoff afstand van de nationale Democratische Partij. Volgens The Washington Post wilde zijn campagneteam van de speciale verkiezingen geen referendum over president Trump maken, maar wilden ze het hebben over de beleidskeuzes van de president en de Republikeinse Congresleden. De Atlanta-Journal Constitution schreef dat Ossoff zijn best deed de campagne niet te veel over nationale zaken te laten gaan, om zo min mogelijk gematigde stemmers te verliezen.

### Abortus
Ossoff is voorstander van het recht op abortus en toegang tot anticonceptie.

### Strafrecht
Ossoff is tegenstander van celstraffen voor geweldloze drugsovertreders, en zegt het vreemd te vinden miljarden dollars uit te geven aan het opsluiten van geweldloze drugsovertreders terwijl ernstiger vormen van criminaliteit zo wijdverbreid zijn.
Hij wil niet dat er minder geld naar de politie gaat en is tegen afschaffing van de U.S. Immigration and Customs Enforcement.

### Klimaatverandering
Ossoff erkent de wetenschappelijke consensus over klimaatverandering en noemt klimaatverandering een bedreiging voor veiligheid en welvaart. Hij vindt dat de Verenigde Staten het klimaatakkoord van Parijs weer moet ondertekenen, maar is geen voorstander van de Green New Deal.

### Bestuurlijke vernieuwing
Ossoff wil subsidies voor speciale belangen aan banden leggen; deze zouden verkwistend zijn en ondernemers in de weg staan te concurreren met machtige lobbyende bedrijven. Hij spreekt zich uit tegen onnodige overheidsuitgaven en zegt dat er met meer efficiëntie zestien miljard dollar kan worden bespaard, een uitspraak die door PolitiFact als grotendeels waar werd bestempeld.
Hij wil District of Columbia en Puerto Rico de status van staat verlenen.

### Gezondheidszorg
Ossoff steunt de Affordable Care Act (ook bekend als Obamacare). Zijn gezondheidsbeleid kent drie pijlers: niemand zou mogen lijden of sterven aan ziekten die te voorkomen of te behandelen zijn, niemand zou door ziekte in de financiële problemen mogen komen, en geen bedrijf zou failliet mogen gaan of werknemers mogen ontslaan omdat ze de verzekeringspremies niet kunnen betalen. Hij is geen voorstander van Medicare for All, en sprak zich in maart en mei 2017 uit tegen de American Health Care Act, de wet die de Affordable Care Act ongedaan zou maken. Hij noemde de versie van mei 2017 slechter dan die van maart, omdat het nog minder zou doen om mensen met reeds bestaande aandoeningen te beschermen.
Hij is voorstander van een belastingkorting voor kleine ondernemingen in de gezondheidssector.

### Immigratie
Ossoff is voorstander van extra handhaving bij de Mexicaanse grens, evenals het creëren van een weg naar Amerikaans staatsburgerschap voor sommige illegale immigranten.

### Kabinet-Trump
Ossoff heeft zich vaak kritisch uitgelaten over president Donald Trump, die verdeeldheid zou zaaien. Hij zegt veel respect voor het instituut, maar weinig waardering voor de persoon te hebben. Op 18 april 2020 noemde Trump Ossoff een 'superliberale Democraat', die 'criminelen wil beschermen, illegale immigranten wil binnenlaten en belastingen wil verhogen.' Ossoff wees de opmerkingen af en noemde de president slecht geïnformeerd. Ook FactCheck.org bestempelde de tweet als onwaar, en stelde dat Ossoff nooit voor een noemenswaardige belastingverhoging had gepleit. Desalniettemin zei Ossoff open te staan voor samenwerking met Trump, bijvoorbeeld op het gebied van infrastructurele projecten. Nadat Trump geheime informatie met Rusland had gedeeld, zei Ossoff het te vroeg te vinden om een afzettingsprocedure te starten. Hij was voorstander van een volledig, transparant en onafhankelijk onderzoek naar Russische inmenging in de Amerikaanse presidentsverkiezingen van 2016.

## Persoonlijk
De moeder van Ossoff, Heather Fenton, is een Australische immigrant. Ze is medeoprichter van de NewPower PAC, een organisatie die verkiezingscampagnes van vrouwen in Georgia ondersteunt. Zijn vader is van Russisch-Joodse en Litouws-Joodse afkomst en is eigenaar van een uitgeverij. Ossoff werd joods opgevoed. Hij is getrouwd met dr. Alisha Kramer, een specialist in obstetrie en gynaecologie die werkt bij de Emory-universiteit.

## Filmografie
| Jaar      | Titel                      | Rol                               | Opmerkingen                                        |
| --------- | -------------------------- | --------------------------------- | -------------------------------------------------- |
| 2017      | New Day                    | Zichzelf                          | Aflevering: 5.173                                  |
| 2017      | Deadline: White House      | Zichzelf                          | Aflevering: 1.26                                   |
| 2016      | Stacey Dooley Investigates | Uitvoerend producent              | Aflevering: On the Frontline: Girls, Guns and ISIS |
| 2015      | Justice!                   | Uitvoerend producent              | Televisiedocumentaire                              |
| 2014–2015 | Africa Investigates        | Uitvoerend producent              | 9 afleveringen                                     |
| 2014–2015 | People and Power           | Uitvoerend producent              | 2 afleveringen                                     |
| 2014      | Living with Ebola          | Uitvoerend producent en schrijver | Televisiedocumentaire                              |
| 2014      | The Battle for Africa      | Uitvoerend producent en schrijver | Televisiedocumentaire                              |

- Gemeinsame Normdatei: 1224614348
- Library of Congress Control Number: no2021001528
- SNAC: w6vz177n
- Biographical Directory of the United States Congress: O000174
- Virtual International Authority File: 4456161030925923920001
- WorldCat: E39PBJtMhFjdkdjk9F7rDWhbVC

Alabama: Tuberville (R) · Britt (R)
Alaska: Murkowski (R) · Sullivan (R)
Arizona: Kelly (D) · Gallego (D)
Arkansas: Boozman (R) · Cotton (R)
Californië: Padilla (D) · Schiff (D)
Colorado: Bennet (D) · Hickenlooper (D)
Connecticut: Blumenthal (D) · Murphy (D)
Delaware: Coons (D) · Blunt Rochester (D)
Florida: R. Scott (R) · Moody (R)
Georgia: Ossoff (D) · Warnock (D)
Hawaï: Schatz (D) · Hirono (D)
Idaho: Crapo (R) · Risch (R)
Illinois: Durbin (D) · Duckworth (D)
Indiana: Young (R) · Banks (R)
Iowa: Grassley (R) · Ernst (R)
Kansas: Moran (R) · Marshall (R)
Kentucky: McConnell (R) · Paul (R)
Louisiana: Cassidy (R) · Kennedy (R)
Maine: Collins (R) · King (O)
Maryland: Van Hollen (D) · Alsobrooks (D)
Massachusetts: Warren (D) · Markey (D)
Michigan: Peters (D) · Slotkin (D)
Minnesota: Klobuchar (D) · Smith (D)
Mississippi: Wicker (R) · Hyde-Smith (R)
Missouri: Hawley (R) · Schmitt (R)
Montana: Daines (R) · Sheehy (R)
Nebraska: Fischer (R) · Ricketts (R)
Nevada: Cortez Masto (D) · Rosen (D)
New Hampshire: Shaheen (D) · Hassan (D)
New Jersey: Booker (D) · Kim (D)
New Mexico: Heinrich (D) · Luján (D)
New York: Schumer (D) · Gillibrand (D)
North Carolina: Tillis (R) · Budd (R)
North Dakota: Hoeven (R) · Cramer (R)
Ohio: Moreno (R) · Husted (R)
Oklahoma: Lankford (R) · Mullin (R)
Oregon: Wyden (D) · Merkley (D)
Pennsylvania: Fetterman (D) · McCormick (R)
Rhode Island: Reed (D) · Whitehouse (D)
South Carolina: Graham (R) · T. Scott (R)
South Dakota: Thune (R) · Rounds (R)
Tennessee: Blackburn (R) · Hagerty (R)
Texas: Cornyn (R) · Cruz (R)
Utah: Lee (R) · Curtis (R)
Vermont: Sanders (O) · Welch (D)
Virginia: Warner (D) · Kaine (D)
Washington: Murray (D) · Cantwell (D)
West Virginia: Moore Capito (R) · Justice (R)
Wisconsin: Johnson (R) · Baldwin (D)
Wyoming: Barrasso (R) · Lummis (R)
(D): Democraat · (R): Republikein · (O): Onafhankelijk